# Уржунцев, Константин Исаакович
Константин Исаакович Уржунцев (24 декабря 1908, Ташкент — 4 марта 1977, Киев) — советский военный лётчик, Герой Советского Союза, в годы Великой Отечественной войны командир эскадрильи 171-го гвардейского бомбардировочного авиационного полка 57-й бомбардировочной авиационной дивизии 18-й воздушной армии, гвардии майор. Командир экипажа бомбардировщика Ту-4 первого выполнившего бомбометание ядерным боеприпасом.

## Биография
Родился 24 декабря 1908 года в Ташкенте в крестьянской семье. Член ВКП(б) с 1931 года. Окончил семь классов неполной средней школы. В 1930 году призван в ряды Красной Армии. Окончил школу младших авиационных специалистов, в 1936 году — Одесскую военную школу лётчиков. Участник советско-финской войны.
В боях Великой Отечественной войны с августа 1941 года. К маю 1945 года Уржунцев сделал 208 боевых вылетов на бомбардировку немецко-фашистских войск, нанеся противнику значительный урон в живой силе и технике.
Указом Президиума Верховного Совета СССР от 23 февраля 1948 года за образцовое выполнение заданий командования по уничтожению живой силы и техники противника и проявленные при этом мужество и героизм гвардии майору Константину Исаакович Уржунцеву присвоено звание Героя Советского Союза с вручением ордена Ленина и медали «Золотая Звезда» (№ 8313).
В 1948 году окончил Высшую офицерскую лётно-тактическую школу. После этого переведён на службу в Крым, на 71-й специальный полигон. 18 октября 1951 года в качестве  командира основного экипажа самолета-носителя Ту-4 первым в ВВС сбросил ядерную бомбу РДС-3 на Семипалатинском полигоне.
С 24 июля 1955 года подполковник К. И. Уржунцев — в запасе. Работал на заводе «Стройдормаш» контроллером ОТК. Жил в Киеве. Умер 4 марта 1977 года. Похоронен в Киеве на Лукьяновском военном кладбище.

## Награды
- Медаль «Золотая Звезда» (23.02.1948);
- три ордена Ленина (20.06.1942, 23.02.1948, 08.12.1951[2]);
- два ордена Красного Знамени (19.11.1943, 17.05.1951[3]);
- орден Отечественной войны 1-й степени (20.05.1944);
- два ордена Красной Звезды (06.11.1945; 30.04.1946[3]);
- Медали, в том числе:
  - «За отвагу» (10.04.1940);
  - «За боевые заслуги» (03.11.1944)[3];
  - «За оборону Ленинграда» (1943);
  - «За оборону Москвы» (1944);
  - «За оборону Сталинграда» (1943);
  - «За оборону Советского Заполярья» (1944);
  - «За победу над Германией в Великой Отечественной войне 1941—1945 гг.» (1945);
  - «За взятие Кёнигсберга» (1945);
  - «Ветеран Вооружённых Сил СССР» (1976)

## Память
В городе Быхове на площади Героев К. И. Уржунцеву установлен бюст.